# 華納電視頻道
華納電視頻道（英語：Warner Channel，亞洲版稱）為一拉丁美洲與亞洲付費電視頻道，由時代華納旗下的HBO Asia與HBO拉丁美洲集團所有，節目主要播映美國電影及電視劇。節目多以原音英語播送，並依各地區配上不同語言的字幕。2015年11月1日，拉丁美洲頻道配上了西班牙語配音，這讓觀眾產生兩極反應。
華納電視頻道總部設於巴西、委內瑞拉、智利、新加坡及馬來西亞，但主要以邁阿密提供拉丁美洲觀眾，新加坡提供亞洲觀眾。2015年3月，菲律賓從亞洲頻道分拆。

## 影集
| 以下譯名以香港為主 - 患難姊妹花 - 爆笑女警 - 幾乎是天才 - 綠箭俠 - 蝙蝠女俠 - 宅男行不行 - 盲點 - 黑幫清潔工 - 結案高手 - 魔幻騙局 - 東紐約警事 - 閃電俠 - 老友記（台灣：六人行） - 一善之差 - 花邊教主 - 葛咸（台灣：高譚、高譚市） - i-殭屍 - 超人前傳 - 功夫 - 末日孤舟（台灣：末日孤艦） - 明日傳奇 - 轟天炮（台灣：致命武器） - 西鎮警魂 - 重案組 - 心計 - 極品辣媽／極品老媽 - 一級謀殺 | - 娜奧美（台灣：娜歐米） - 初代吸血鬼 - 潘尼沃斯 - 犯罪預警（台灣：疑犯追蹤） - 亂世德心 - 妙女神探／妙探俏佳人 - 自拍女王 - 跟蹤狂（香港又譯：跟跡狂） - 逐星女 - 女超人 - 超人與露易絲 - 沼澤異形 - Those Who Can't - 宅男一Pair半（台灣：男人兩個半） - 吸血鬼日記 - 神探小天后 - 威士忌騎士 - 溫徹斯特家族 - 少年謝爾頓 |  |